# Polonia w Hiszpanii
Polonia w Hiszpanii liczy ok. 52 tysięcy osób. Największym ośrodkiem Polonii w Hiszpanii jest Madryt, gdzie znajdują się stowarzyszenia polonijne, trzy kościoły z polską mszą, sklepy, szkoły polskie. Mimo że stolica Hiszpanii stanowi centrum życia polonijnego w tym państwie, to większość osób polskiego pochodzenia zamieszkuje podmadryckie miasta-sypialnie we wschodniej części regionu stołecznego (miejscowości Alcalá de Henares, Coslada), a także na południu (miejscowości: Parla, Getafe Mostoles, Alcorcón). W Madrycie żyje 5558 osób pochodzenia polskiego, natomiast w Barcelonie – 3088 osób.
Polska nawiązała stosunki dyplomatyczne z Hiszpanią w dniu 30 maja 1919 r. W okresie powojennym rząd PRL nie uznawał rządu gen. Francisco Franco. Stosunki dyplomatyczne zostały przywrócone dopiero 31 stycznia 1977 r., po jego śmierci gen. i przywróceniu monarchii (konstytucyjnej). Dopiero wówczas, 28 lutego 1977 r. (zgodnie z zarządzeniem ministra spraw zagranicznych) została otwarta Ambasada PRL w Hiszpanii.
W okręgu konsularnym Ambasady RP w Madrycie działają 23 stowarzyszenia polonijne, natomiast w okręgu Konsulatu Generalnego RP w Barcelonie 5 organizacji. Aktywność przejawiają także polskie organizacje z Barcelony, Avili, Saragossy, Murcji, Walencji, Santiago de Compostela oraz Wysp Kanaryjskich. Na terenie Hiszpanii funkcjonuje 11 szkół polonijnych prowadzonych przez stowarzyszenia polonijne.

## Historia
Początki obecności Polaków w Hiszpanii datuje się co najmniej od XVI wieku. W okresie I Rzeczypospolitej do tego państwa przybywali duchowni, podróżnicy oraz dyplomaci.
Po rozbiorach Polacy zaznaczyli swą obecność na ziemi hiszpańskiej między innymi uczestnictwem wojsk Księstwa Warszawskiego w wojnie 1808-1814 (m.in. słynna bitwa pod Samosierrą), a później udziałem w pierwszej wojnie karlistowskiej Pułku Ułanów Polskich przy francuskiej Legii Cudzoziemskiej (1833–1839). Polacy brali też udział w hiszpańskiej wojnie domowej (1936–1939) – zarówno po stronie frankistowskiej (nieliczna grupa), jak i republikańskiej (około 4 tysięcy obywateli polskich o różnym pochodzeniu etnicznym i narodowym zasiliło szeregi Brygad Międzynarodowych).
Po wybuchu II wojny światowej większa liczba Polaków zaczęła trafiać do Hiszpanii, która nie stanowiła kraju docelowego, ale była położona na szlaku, którym polscy żołnierze i uchodźcy usiłowali przedostać się z okupowanej Europy do Wielkiej Brytanii. Wielu z nich zostało zatrzymanych i osadzonych w obozach internowania lub więzieniach hiszpańskich. Trudno jest określić ilu Polaków było więzionych na ziemi hiszpańskiej w okresie wojny. Historycy szacują, że przez obóz w Miranda de Ebro – miejsce, w którym najczęściej umieszczano Polaków, przeszło ich od 1200 do 2000. Ocenia się, że po zakończeniu wojny zaledwie kilkudziesięciu byłych więźniów zdecydowało się na pozostanie w Hiszpanii.
Dla Polonii, wiernych kościoła rzymskokatolickiego odbywają się w kościołach kilku miast msze w języku polskim. W języku polskim odbywają się również spotkania religijne innych wyznań (m.in. Świadków Jehowy – w 7 miastach).

## Demografia

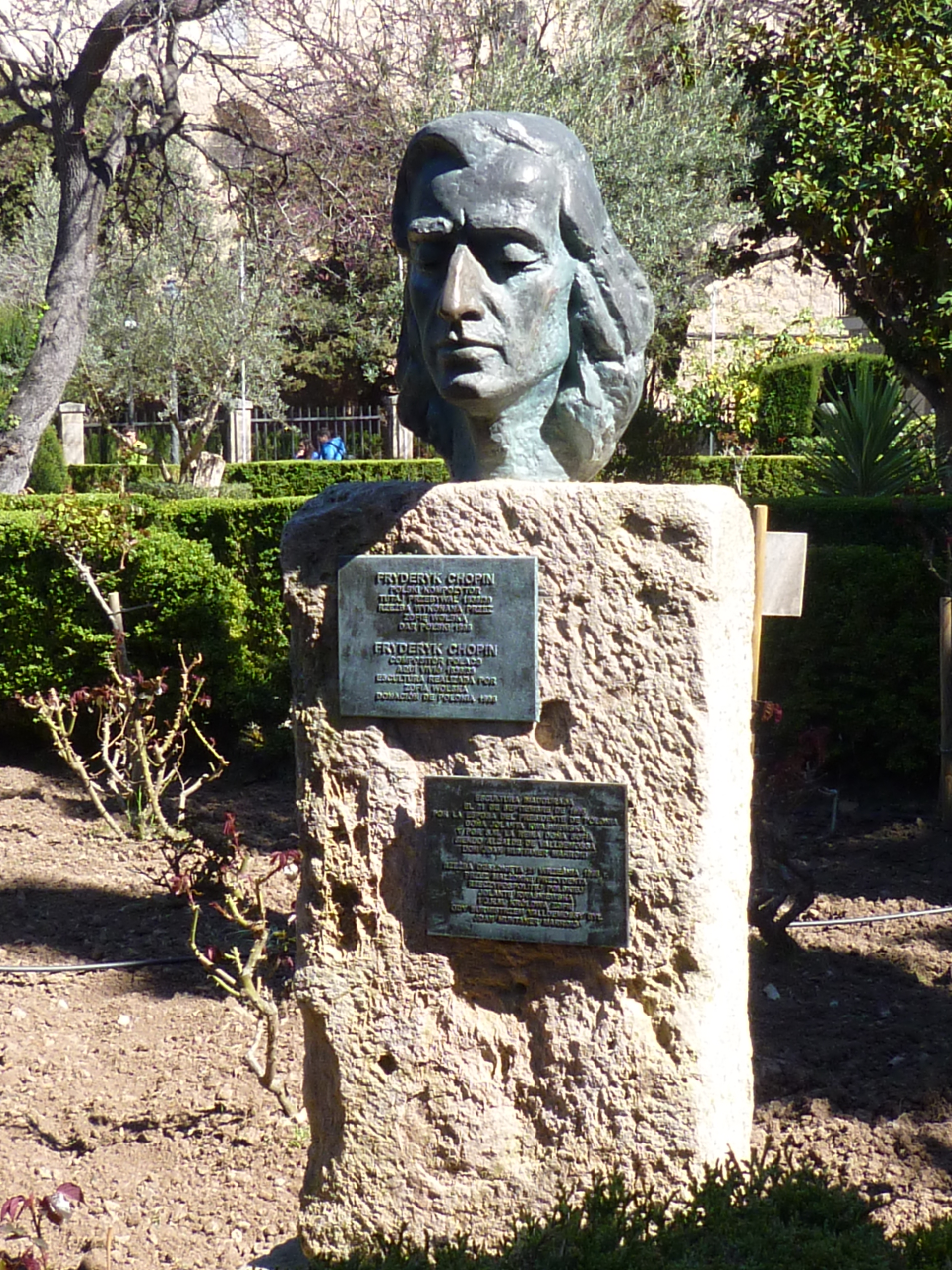
Pomnik Fryderyka Chopina w Valldemossie, upamiętniający jego pobyt w tej miejscowości w latach 1838–1839

Przez wiele lat liczba osób polskiego pochodzenia w Hiszpanii była bardzo niewielka. Dopiero w latach osiemdziesiątych XX wieku ta sytuacja uległa radykalnej zmianie. Napływ Polaków do tego państwa uległ znacznemu nasileniu po wprowadzeniu stanu wojennego. Dla znacznej części tych osób Hiszpania miała stanowić jedynie „kraj tranzytowy” w drodze do Stanów Zjednoczonych, Kanady lub Australii. Ocenia się, że do 1989 do tych państw wyjechało z Hiszpanii od 1000 do 1500 osób polskiego pochodzenia. Po 1989 r. polityka imigracyjna prowadzona względem Polaków przez wiele państw, w szczególności Stany Zjednoczone, Kanadę i Australię, znacznie się zaostrzyła. Od tego czasu coraz więcej Polaków przybywało do Hiszpanii na stałe, gdzie polityka względem uchodźców była znacznie mniej rygorystyczna. Jeszcze na początku lat dziewięćdziesiątych XX wieku środowisko polonijne w Hiszpanii liczyło zaledwie ok. 7800 osób. Od tego czasu liczba ta znacznie wzrosła. Bardzo ostrożne szacunki wskazywały, że w tym państwie w 2015 roku przebywało co najmniej ok. 60 tys. osób polskiego pochodzenia.
Obecnie populacja hiszpańskiej Polonii maleje, do której przyczynił się kryzys finansowy oraz problemy gospodarcze Hiszpanii, które spowodowały niskie zarobki, co wymusiło na części osób opuszczenie kraju lub migracje powrotną. Struktura Polonii uległa również starzeniu się. Zwiększyła się przewaga ilości kobiet nad mężczyznami.
Źródła:
| Lata | Ludność polskiego pochodzenia w Hiszpanii |
| ---- | ----------------------------------------- |
| 2001 | 13.469                                    |
| 2006 | 45.797                                    |
| 2007 | 61.464                                    |
| 2011 | 85.862                                    |
| 2014 | 69.353                                    |
| 2020 | 53.418                                    |
| 2021 | 52.206                                    |
| 2022 | 52.495                                    |
| 2023 | 52.289                                    |